# Hetty Broedelet-Henkes
Hester (Hetty) Broedelet-Henkes (Delfshaven, 18 januari 1877 – Deventer, 2 januari 1966) was een Nederlandse schilderes.

## Leven en werk
Broedelet-Henkes was een dochter van Jan Hendrik Henkes (1842-1910), reder en distillateur, en Hester Justine Elink Sterk (1846-1930). Ze trouwde in 1901 in Rotterdam met de kunstschilder André Victor Leonard Broedelet (1872-1936). Ze woonde en werkte  in Den Haag, Laren, Dubrovnik, Talu, Hoensbroek en Deventer.
Ze kreeg les aan de Haagse Academie van beeldende kunsten, bij Frits Jansen. Ze schilderde en tekende vooral bloemstillevens en portretten. De kunstenares was lid van de Pulchri Studio, de Schilderessenvereniging ODIS en de Haagse Kunstkring. Haar werk is opgenomen in de collecties van onder andere het Singer (Laren) en het Kunstmuseum Den Haag.
Broedelet overleed kort voor haar 89e verjaardag en werd begraven op Oud Eik en Duinen in Den Haag.